# Tiff Lacey
Tiffany „Tiff“ Dixon Lacey (* 1965 in Crayford, Bexley, Kent) ist eine britische Singer-Songwriterin. Sie ist als Stimme zahlreicher Trance- und einiger House-Hits bekannt.

## Leben
Tiff Lacey startete ihre musikalische Karriere als Frontsängerin von verschiedenen britischen Bands aus der Indie-Rock-Szene. Eine Wende wurde 2002 eingeleitet, als sie die Vocals für Paul Oakenfolds Club-Hit Hypnotised sang. Seither arbeitete sie hauptsächlich mit verschiedenen Trance-Künstlern wie ATB, Cosmic Gate, Matt Darey oder Headstrong zusammen. Sie ist außerdem Frontsängerin der Electro-Pop-Band Rubikon.
Im Sommer 2009 veröffentlichte sie mit Someone Like You ihre erste Solo-Single. Am 15. August erschien mit ¡Viva! ihr erstes Solo-Album.

## Diskografie

### Alben
- Wonderland (2008) (mit Rubikon)
- ¡Viva! (2011)

### Solo-Singles
- Someone Like You (2009)
- Show Me the Way (2009)

### Kooperationen (Auswahl)
- Redd Square – In Your Hands (2002)
- Paul Oakenfold – Hypnotised (2002)
- ATB – Marrakech (2004)
- ATB – Ecstasy (2004)
- ATB – Here with Me (2004)
- ATB – Humanity (2005)
- Lost Witness – Home (2005)
- Lost Witness – Love Again (2005)
- Headstrong – Close Your Eyes (2005)
- Flash Brothers – Faith in Love, Stay (2005)
- Conjure One – Face the Music (2005)
- Filo & Peri – Dance with the Devil (2005)
- Headstrong – Silver Shadow (2006)
- Headstrong – Show Me the Love (2006)
- Cosmic Gate – Should've Known (2006)
- Ron van den Beuken – Find the Way (2006)
- Matt Darey – Always (2006)
- Headstrong – The Truth (2006)
- Adam Nickey – Letting Go (2007)
- Matt Darey – Sum Of All Fears (2007)
- Headstrong – Symphony of Soul (2007)
- Lost Witness – Coming Down (2007)
- Wippenberg – Promised Land (2007)
- First State – Where Do We Go (2007)
- Tatana & Andrew Bennett – Closer (Than A Heartbeat) (2008)
- Phynn – Try Again (2008)
- Cosmic Gate – Open Your Heart (2009)
- ATB – My Everything (2009)
- ATB – Still Here (2009)
- ATB – Missing (2009)
- George Acosta – I Know (2010)
- Gostosa presents Cybersutra – Sutra (2010)
- Moonbeam & Tyler Michaud – Openhearted (2010)
- Mr. Sam – Carved (2010)
- Aurosonic & Morphing Shadows – Always Together (2010)
- Aly & Fila – Paradise (2010)
- Der Mystik – Watching The World (2010)
- Matt Darey – Into The Blue (2010)
- Chus Liberata – Beds (2010)
- Motionchild & Will Holland – Artic Kiss (2010)
- Marco Torrance – Dancing Brave (2010)
- Aly & Fila – Paradise (2011)
- Danyella – Summer Breeze (2011)
- JKL – Lifetime (2019)